# Albéric Ruzette
Albéric Ruzette (Saint-Josse-ten-Noode, 22 luglio 1866 – Bruges, 25 maggio 1929) è stato un politico belga.
Nel 1902 divenne parlamentare per la Federazione dei Circoli cattolici e associazioni conservatori per l'Arrondissement di Bruges, incarico che lasciò nel 1907 a favore di Maurice de Maere d'Aertrycke quando fu nominato governatore delle Fiandre Occidentali.